# Età dell'argento (Zucchi)
L'Età dell'argento è un dipinto a olio su tavola (50x39 cm) di Jacopo Zucchi, databile al 1576-1581 circa e conservato negli Uffizi di Firenze.

## Storia
L'opera fu dipinta probabilmente per Ferdinando I de' Medici: la si trova infatti assieme alla cosiddetta Età dell'oro nella Guardaroba medicea di Ferdinando, poi nel 1635, sempre in coppia, agli Uffizi con attribuzione a Federico Zuccari. Più tardi i due dipinti vennero ricondotti allo Zucchi (da Voss), artista prediletto da Ferdinando, fin dall'epoca del suo cardinalato a Roma. Forse, a giudicare dalle dimensioni e dal supporto, si trattava di due elaborati copriritratti. 
Alla coppia viene spesso accostato anche un dipinto detto l'Età del ferro, dipinto tuttavia un diverso supporto (di rame anziché ligneo), pure agli Uffizi, che tuttavia oggi, dopo una rilettura del soggetto, si tende a considerare come Regno di Giove o Ercole musagete nell'Olimpo, e che sarebbe da accoppiare a un altro dipinto su rame oggi a Casa Vasari ad Arezzo, con la Morte di Adone. 

## Descrizione e stile
La tecnica e il piccolo formato concorrono a creare un'opera di squisita fattura, ricca di personaggi e dettagli. Il tema mitologico, derivato da un passo di Ovidio (Metamorfosi I 89 ss.), è chiarificato dall'iscrizione in latino retta dall'allegoria della Giustizia, con spada e bilancia, al centro: «In sudore vultus tui visceris pane tuo» ("[mangerai] il pane nello stomaco col sudore del tuo volto", da Genesi 3, 19, alludendo al lavoro necessario per ottenere il sostentamento, a differenza di quanto avveniva nell'età dell'oro); in basso poi, su una pietra, «Argenteum saeculum».
L'età dell'Argento, dopo l'epoca regolata da Saturno, è dominata dalla figura di Giove. Il tempo scorre in cielo tra il carro del Sole, le ore e le stagioni. Gli uomini per vivere devono mettere a frutto il proprio intelletto, sviluppando varie attività e progetti. Per affrontare il rigore dell'inverno gli uomini devono costruirsi un riparo (a cui alludono le rudimentali capanne), e devono fare provviste coltivando la terra (come mostra la figura con l'aratro al centro). 
In primo piano una giovane donna circondata da vari strumenti (scalpello, tavolozza, compasso e globo), raffigura le Arti meccaniche e la Conoscenza. Accanto a lei un putto reca i simboli di Cerere, dea del lavoro nei campi (rastrello, spighe di grano e fiaccola accesa). Al lato opposto, una figura vestita di bianco che contempla un cuore alzato al cielo potrebbe simboleggiare la Carità, mentre al centro si trova una rappresentazione delle quattro età dell'uomo (infanzia, giovinezza, maturità e vecchiaia).
La composizione delle varie figure è orchestrata in modo da spostarsi da un'estremità all'altra, sulle diagonali, guidando gradualmente l'occhio dello spettatore in profondità.